# Jean Léonard Marie Poiseuille
Jean-Léonard-Marie Poiseuille (Paris, 22 de abril de 1797 — Paris, 26 de dezembro de 1869) foi um físico e fisiologista francês. Está muito associado com a fisiologia da circulação sanguínea nas artérias, então em sua carreira ele publicou diversos artigos sobre o coração e a circulação sanguínea (a hemodinâmica) que lhe permitiram estabelecer em 1844 - na sua obra "Le mouvement des liquides dans les tubes de petits diamètres" - as leis de fluxo laminar de fluidos viscosos em tubos cilíndricos. A unidade de viscosidade dinâmica no sistema CGS de unidades recebeu o nome de poise em sua homenagem (símbolo P).

## Vida
Filho de um carpinteiro Jean Baptiste Poiseuille, e Anne Victoire Poiseuille. Jean Louis Marie Poiseulle era físico formado pela faculdade Escola Politécnica de Paris onde estudou de 1815 a 1816 e mais tarde no ano de 1828 se formou em medicina. Em 1842, Poiseuille foi chamado para entrar na Academia Nacional de Medicina (França) em Paris. Poiseuille também foi contemplado com a Medalha Montyon graças às suas descobertas na área da fisiologia.

## Contribuição para a física aplicada ao corpo humano
Poiseuille tinha interesse no comportamento do fluxo de sangue dentro das veias e artérias do corpo humano e utilizando o hemodinamómetro criado por ele mesmo suas experiências de medir a pressão arterial ficaram muito mais precisas, assim em 1828 Poiseuille descobriu que a pressão arterial sobe e desce tanto na Expiração quanto na Inspiração.
Suas publicações iniciaram-se (1828) discutindo sobre o bombeamento do coração, o escoamento do sangue nas veias e nos vasos capilares e a resistência a esse movimento. Porém seus conhecimentos em circulação sanguínea possibilitaram-no entender também a circulação de água em tubulações. Assim, pesquisou as leis de fluxo laminar de fluidos viscosos em tubos cilíndricos e publicou uma importante obra, "Le mouvement des liquides dans les tubes de petits diamètres" (1844). Antes disso em 1840 Poiseuille já mostrava a equação matemática que caracteriza o Caudal de um fluido, onde nesta equação se mostra que o caudal é determinado pela viscosidade de cada fluido, pela quarta potência do diâmetro do tubo e também pela variação de pressão que ocorre ao longo do tubo.
Integrou a equação que mostrou que em um regime laminar a velocidade média é proporcional a perda - Lei de Poiseuille. Formulou uma expressão matemática para a taxa de fluxo laminar de fluidos em tubos circulares, descoberta independentemente por Gotthilf Hagen (1797-1884), um engenheiro hidráulico alemão. Por isso, esta relação também se tornou conhecida como a equação de Hagen-Poiseuille.
Na física médica, a Lei de Poiseuille é frequentemente utilizada para entender o fluxo sanguíneo através de artérias e veias, o que é crucial para diagnósticos e tratamentos em cardiologia e outras disciplinas médicas.
A equação é uma lei da física que descreve um fluxo incompressível (significa não haver variação na densidade do fluido) de baixa viscosidade através de um tubo de seção transversal circular constante.
Poiseuille faleceu em Paris, e na física foi homenageado com a unidade de viscosidade absoluta, ou dinâmica, poise (= 0,1 N.s/m²).

## Fluxo de fluido
De 1815 a 1816 estudou na École Polytechnique em Paris. Ele foi treinado em física e matemática. Em 1828 ele ganhou seu D.Sc. grau com uma dissertação intitulada Recherches sur la force du coeur aortique. Ele estava interessado no fluxo de sangue humano em tubos estreitos.
Em 1838 ele derivou experimentalmente, e em 1840 e 1846 formulou e publicou, a lei de Poiseuille (agora comumente conhecida como a equação de Hagen-Poiseuille, creditando Gotthilf Hagen também), que se aplica ao fluxo laminar, isto é, fluxo não turbulento de líquidos através de tubos de seção uniforme, como fluxo de sangue em capilares e veias. Sua formulação original para água de 1846 pouco se assemelha à formulação atual e é dada como:
{\displaystyle {\dot {m}}=\left(135,282\mathrm {\frac {mg}{mm^{3}\;s\;mmH_{2}O}} \right){\frac {\Delta Pd^{4}}{L}}\left(1+{\frac {3,36793\times 10^{-2}}{^{\circ }\mathrm {C} }}\,T+{\frac {2,209936\times 10^{-4}}{^{\circ }\mathrm {C} ^{2}}}\,T^{2}\right)}
No entanto, pode ser transformado em uma forma mais amena. Reescrever de maneira mais moderna usando unidades SI fornece:
{\displaystyle {\dot {m}}=\left(13\,795\mathrm {\frac {kg}{m^{3}\;Pa\;s}} \right){\frac {\Delta Pd^{4}}{L}}\left(1+{\frac {T}{26,6918\,^{\circ }\mathrm {C} }}+{\frac {T^{2}}{4525,02^{\circ }\mathrm {C} ^{2}}}\right)}
Usando a densidade da água como {\displaystyle \mathrm {\rho ={\frac {999\,kg}{m^{3}}}} } e {\displaystyle {\dot {m}}=\rho {\overline {V}}{\frac {\pi d^{2}}{4}}} e, em seguida, resolvendo a diferença de pressão resulta em:
{\displaystyle \Delta P=\left({\frac {5,68769\times 10^{-2}\mathrm {Pa\,s} }{1+{\frac {T}{26,6918\,^{\circ }\mathrm {C} }}+{\frac {T^{2}}{4525,02^{\circ }\mathrm {C} ^{2}}}}}\right){\frac {L{\overline {V}}}{d^{2}}}}
O termo entre parênteses, a constante e a correção de temperatura, são uma função da viscosidade. Finalmente, usando a viscosidade da água em {\displaystyle T=0^{\circ }\mathrm {C} }, {\displaystyle \mu =1.789548\times 10^{-3}\,\mathrm {Pa\,s} }, permite que a viscosidade de diferentes fluidos seja levada em consideração, resultando em:
{\displaystyle \Delta P=\left({\frac {5,68769\times 10^{-2}\mathrm {Pa\,s} }{1,789548\times 10^{-3}\,\mathrm {Pa\,s} }}\right){\frac {\mu L{\overline {V}}}{d^{2}}}=31,78{\frac {\mu L{\overline {V}}}{d^{2}}}}
A equação na notação padrão de dinâmica de fluidos é
{\displaystyle \Delta P={\frac {8\mu LQ}{\pi r^{4}}},}
ou
{\displaystyle \Delta P={\frac {128\mu LQ}{\pi d^{4}}},}
ou
{\displaystyle \Delta P={\frac {32\mu L{\overline {V}}}{d^{2}}},}
Onde:
{\displaystyle \Delta P} é a perda de pressão,
{\displaystyle L} é o comprimento do tubo,
{\displaystyle \mu } é a viscosidade dinâmica,
{\displaystyle Q} é a vazão volumétrica,
{\displaystyle r} é o raio,
{\displaystyle d} é o diâmetro,
{\displaystyle \pi } é a constante matemática π,
{\displaystyle {\overline {V}}} é a velocidade média.